# Aleksandr Mielik-Paszajew
Aleksandr Szamiljewicz Mielik-Paszajew, ros. Александр Шамильевич Мелик-Пашаев (ur. 10 października?/23 października 1905 w Tyflisie, zm. 18 czerwca 1964 w Moskwie) – rosyjski dyrygent.

## Życiorys
Ukończył konserwatorium w Tyflisie, gdzie był uczniem Nikołaja Czeriepnina. Od 1921 do 1924 roku był pianistą i koncertmistrzem orkiestry teatru operowego w Tyflisie, następnie został jego dyrygentem. W latach 1928–1930 odbył uzupełniające studia muzyczne w Konserwatorium Leningradzkim u Aleksandra Gauka. Od 1930 do 1931 roku ponownie dyrygował operą w Tyflisie. Później związał się z moskiewskim Teatrem Bolszoj, w latach 1953–1962 pełnił funkcję jego pierwszego dyrygenta. 
Zasłynął jako interpretator rosyjskiego repertuaru operowego, poprowadził też prapremiery wielu dzieł, m.in. Abesalom i Eteri Zakarii Paliaszwilego (1939) oraz Dekabrystów Jurija Szaporina (1953). Gościnnie dyrygował w Pradze (1958), Londynie (1961) i Budapeszcie (1961). Był autorem licznych, nagradzanych za granicą nagrań płytowych. Zajmował się także komponowaniem, napisał m.in. symfonię.
Dwukrotny laureat Nagrody Stalinowskiej (1941 i 1943). Otrzymał tytuł Ludowego Artysty ZSRR (1951).